# 王强众
王强众（1962年6月—），江苏淮安人，汉族，无党派人士。中华人民共和国政治人物、第十三届全国人民代表大会江苏地区代表。
2018年2月24日，当选为第十三届全国人大代表。